# Јасна Ђорђевић
Јасна Ђорђевић (рођена 24. мај 1993) је српска фудбалерка која игра на позицији одбране и наступила је за женску фудбалску репрезентацију Србије.

## Каријера
Јасна Ђорђевић је ограничена на репрезентацију Србије, и појављује се за тим током ФИФА квалификације за светски куп за жене (2019).